# Benagéber
Benagéber település Spanyolországban, Valencia tartományban. Benagéber Sinarcas, Utiel, Chelva és Tuéjar községekkel határos. Lakosainak száma 171 fő (2024).

## Népesség
A település lakosságának változását az alábbi diagram mutatja:
| Lakosok száma | 183  | 177  | 159  | 142  | 217  | 212  | 192  | 192  | 170  | 171  |
|               | 2001 | 2004 | 2007 | 2009 | 2012 | 2014 | 2017 | 2019 | 2022 | 2024 |